# Чжэн Цзин
Чжэн Цзин (кит. трад. 鄭經, упр. 郑经, пиньинь Zhèng Jīng, 4 ноября 1642 — 17 марта 1681) — китайский военачальник XVII века, правитель государства семьи Чжэн.
Чжэн Цзин был старшим сыном знаменитого пирата Чжэн Чэнгуна. Когда в 1662 году его отец захватил остров Тайвань, выбив оттуда голландцев, то поручил Чжэн Цзину руководить войсками в Сямэне и на архипелаге Цзиньмэнь.
Через полгода Чжэн Чэнгун скончался от малярии, и за главенство на Тайване развернулась борьба между Чжэн Цзином и его дядей Чжэн Си. Чжэн Цзин взял верх, и унаследовал титул «Яньпин-цзюньван» от своего отца, став фактическим правителем Тайваня при формальном признании сюзеренитета династии Мин.
К началу 1660-х годов цинские войска уничтожили практически все крупные очаги сопротивления южнее реки Янцзы, и смогли сосредоточиться на борьбе против государства семьи Чжэн. В 1663 году цинские войска совместно с голландцами атаковали Сямэнь и Цзиньмэнь, и вынудили Чжэн Цзина полностью отступить на Тайвань. Год спустя цинско-голландские войска попытались вторгнуться на архипелаг Пэнху, но из-за тайфуна были вынуждены отступить.
Пауза в боевых действиях позволила Чжэн Цзину заняться укреплением своей власти на Тайване. В 1666 году он атаковал Цзилун. Хотя Чжэн Цзину не удалось взять город, но голландцы осознали безнадёжность своего положения, и к 1668 году Цзилун был ими оставлен.
Чтобы ослабить своих противников, атакующих с моря, цинское правительство с 1661 года начало массовое переселение прибрежных жителей в глубь страны. Всё прибрежное население провинций Цзянсу, Чжэцзян, Фуцзянь и Гуандун было насильственно согнано со своих мест и перемещено вглубь материка; на побережье в «мёртвой зоне» остались лишь некоторые города, имевшие крепостные стены и гарнизоны. Чжэн Цзин сумел привлечь к себе часть изгоняемых из родных мест крестьян, пообещав им пустующие земли на восточном побережье Тайваня, и тем самым способствовал решению проблемы продовольственной безопасности своего государства. С помощью взяток ему удавалось осуществлять контрабандную торговлю с материком.
В 1673 году на материке началась война саньфань. Возглавивший антицинское движение У Саньгуй в 1675 году настоял на примирении и союзе с Чжэн Цзином Гэн Цзинчжуна, который был вынужден по приказу из Пекина воевать против Тайваня. Чжэн Цзину было обещано три области в провинции Фуцзянь, и он высадил свои войска на побережье. На сторону армии Чжэн Цзина стали один за другим переходить города, гарнизоны и области. Однако в 1676 году Гэн Цзинчжун был разбит цинской армией, сменил сторону и вместе с маньчжурами атаковал Чжэн Цзина, заставив того отойти на Цзиньмэнь и Сямэнь.
В 1678 году флот Чжэн Цзина осуществил вторую высадку крупных воинских соединений на побережье Фуцзяни, которые вместе с войсками Ло Госюаня начали крупное наступление против цинских войск. Это подтолкнуло Гэн Цзинчжуна вновь выступить против маньчжуров, однако он был опять разбит и пленён. Летом 1679 года цинский флот одержал верх над «пиратскими» эскадрами, и Чжэн Цзин был вынужден опять отступить с материка. 17 марта 1681 года он скончался. Перед смертью он выбрал своим преемником своего старшего сына Чжэн Кэцзана, однако тот был задушен в начавшейся грызне придворных клик, и новым правителем Тайваня стал Чжэн Кэшуан.